# Lilla Örtjärnskogen
Lilla Örtjärnskogen är ett naturreservat i Säffle kommun i Värmlands län.
Området är naturskyddat sedan 2005 och är 30 hektar stort. Reservatet omfattar en höjd och dess nordostsluttning ner mot Lilla Örtjärnen. Reservatet består av naturskogsartad gammal barrskog. 